# Cololejeunea spinosa
Cololejeunea spinosa là một loài Rêu trong họ Lejeuneaceae. Loài này được (Horik.) Pandé & R. N. Misra mô tả khoa học đầu tiên năm 1942.